# Stockholmsnatt (film)
Stockholmsnatt är en svensk film i regi av Staffan Hildebrand, med biopremiär i Sverige den 23 januari 1987. Filmen gjordes på uppdrag av Televerkets kampanj "Stoppa sabbet". Filmen är baserad på en sann historia om den svenske boxaren Paolo Roberto; han och hans familj spelar sig själva i filmen.

## Handling
I och med sina italienska rötter upplever Paolo en identitetskris i det svenska samhället. Han influeras negativt av kung fu-filmer, vilket leder till att han utövar våld på oskyldiga människor i Stockholms innerstad. Filmen utspelar sig bland annat i Kungsträdgården, en vanligtvis folklig mötesplats som i filmen har ockuperats av våldsbenägna ungdomsgäng. Filmen har ett mycket tydligt moralistiskt budskap angående att det är fel med våld och skadegörelse.

## Efterspel
Under sent 1980-tal och tidigt 1990-tal visades filmen i flera svenska skolor med syfte att avråda elever från att ta till våld som lösning på dispyter. En praktik som ännu förekom under 2000-talet.

## Rollista i urval
- Paolo Roberto – Paolo
- Vincenzo Roberto – Paolos pappa
- Ellen Roberto – Paolos mamma
- Ian Roberto – Ian, Paolos yngre bror
- Quincy Jones III – Quincy
- Camilla Lundén – Nillan
- Jonas Rasmusson – Ziggy, Paolos kompis
- Niklas Nakano Dahlqvist – Dizzy, Paolos kompis
- Liam Norberg (då Magnus Ellertsson) – Mange
- Max Claesson – Arne
- Karl Dyall – sig själv

## Hemvideoutgivning
Filmen släpptes på VHS 1987 och på DVD den 7 september 2005.